# Staatsanwaltschaft (Frankreich)
Die Staatsanwaltschaft (frz. ministère public oder parquet) in Frankreich ist Teil der ordentlichen Gerichtsbarkeit.  Nach dem Grundsatz der Einheit der Justizorgane ist die Rechtsstellung von Staatsanwälten und Richtern in der Verordnung (ordonnance) Nr. 58-1270 vom 22. Dezember 1958 als Organgesetz (loi organique) geregelt.
Die Staatsanwälte (frz. magistrats du parquet) haben in der französischen Justiz die Funktion, bei den ordentlichen Gerichten die Belange der Exekutive wahrzunehmen. Sie sind Staatsbeamte und als solche weisungsgebunden. Hauptsächlich besteht ihre Tätigkeit darin, Straftaten zu verfolgen. Die französische Staatsanwaltschaft kann allerdings auch im Zivilprozess tätig werden, sei es als Nebenintervenient oder sogar als Partei, wenn Belange der öffentlichen Ordnung in Betracht kommen.